# Neusser Straße 47 (Köln)

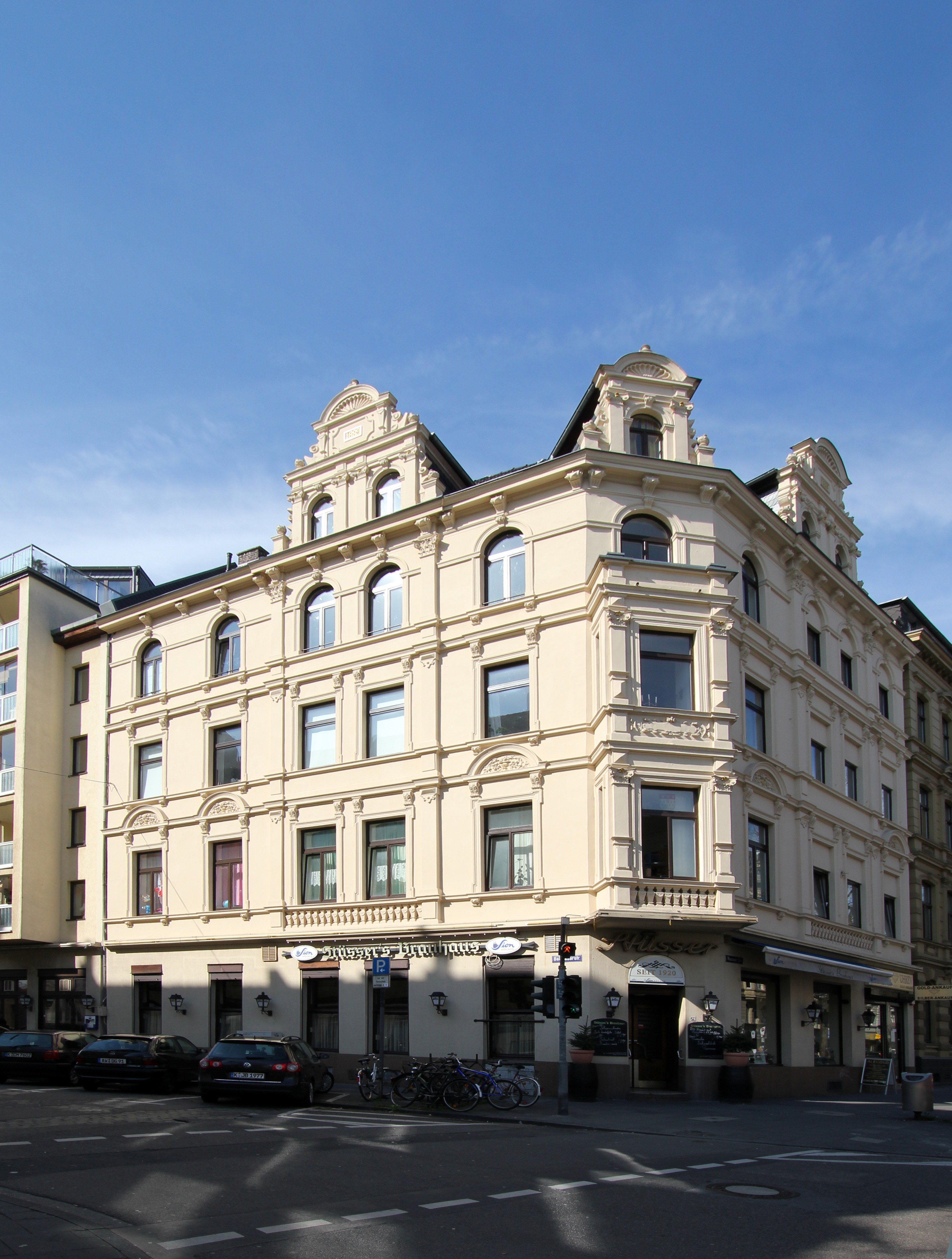
Die Neusser Straße 47 im Jahr 2011

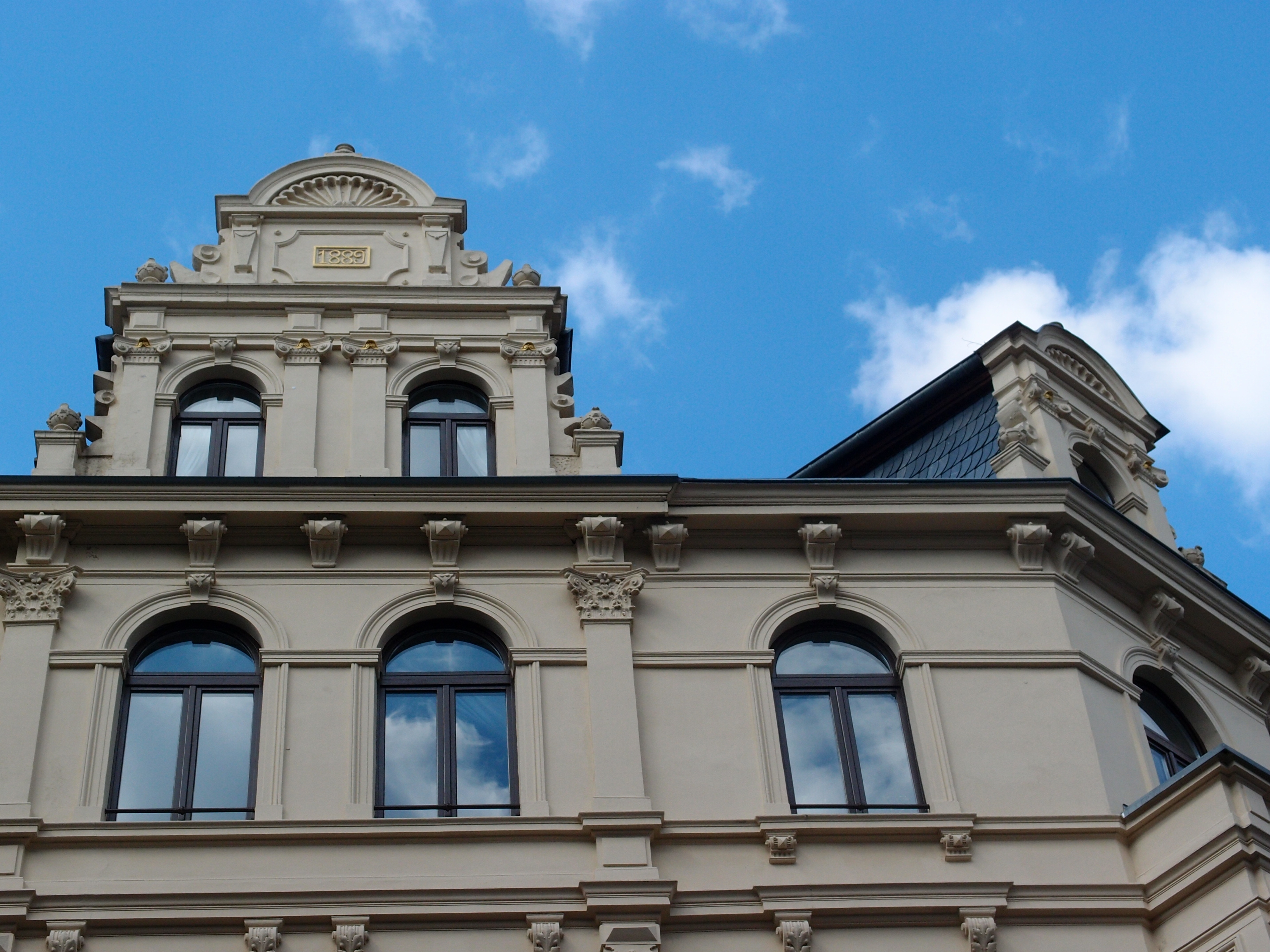
Detailansicht der Fassade 2012

Das Haus Neusser Straße 47 ist als Wohn- und Geschäftshaus ein Baudenkmal in der Neusser Straße im Kölner Agnesviertel und darüber hinaus bekannt geworden durch das dort ansässige Brauhaus Stüsser.

## Architektur
Das repräsentative Gründerzeithaus Neusser Straße 47 befindet sich in einer markanten straßenbildbeherrschenden Ecklage an der Einmündung der Balthasarstraße auf die Neusser Straße. Es wurde 1889 fertiggestellt und ist, neben der Alten Feuerwache, eins der ersten errichteten Gebäude des Agnesviertels. Das viergeschossige Gebäude verfügt über eine einfarbige und verputzte vier- bzw. fünfachsige Fassaden sowie über ein vorkragendes Dach mit drei reich verzierten bekrönte Zwerchgiebeln. Die abgeschrägte Ecke des Gebäudes wird durch einen, das Erdgeschoss überbauenden sowie das erste und zweite Obergeschoss betonenden Kastenerker geprägt. Dieser wird im dritten Obergeschoss durch einen Balkon abgeschlossen. Der Kastenerker und die Zwerchgiebel sind reich verziert mit Rollwerk auf Pilastern mit aufgesetzten Kapitellen. Am unteren Teil des Eckerkers und an der Fassade befinden sich insgesamt drei Balustraden mit eckigen Balustern. Umlaufend befinden sich an der Fassade mehrere von Volute-Konsolen getragene Gurt- und Fenstergesimse. Mehrere Fenster im ersten Obergeschoss besitzen eine bogenförmige floral gestaltete Fensterbekrönung in Form eines von senkrechten Konsolen gehaltenen Wandgiebels.
Das Wohn- und Geschäftshaus wird seit 13. Januar 1986 unter der Denkmal-Nr.: 3396 als Baudenkmal des Landes Nordrhein-Westfalen in der Liste der Baudenkmäler im Kölner Stadtteil Neustadt-Nord geführt. Das Erdgeschoss mit der Gewerbe-/Gastronomieeinheit weicht äußerlich vom historischen Zustand ab.

## Nutzung
In dem Gebäude befand sich neben den Wohnungen in den Obergeschossen ab 1904 zunächst eine Schnapsbrennerei mit Bierausschank, die von Peter Stüsser sen. gegründet wurde. Die Schnapsbrennerei befand sich im Keller, der Bierausschank im Erdgeschoss des Eckhauses an der Balthasarstraße über Eck in die Neusser Straße. Auf dieser Seite befand sich anschließend an die Neusser Straße 49 zudem ein Ladengeschäft. Die Schnapsbrennerei und der Bierausschank firmierte bis Mitte der 1960er Jahre unter „Peter Stüsser und Sohn“, später richtete Peter Stüsser jun. und seine Frau eine Gaststätte ein, die nach deren Tod von Mitgliedern der Familie Stüsser weitergeführt und ab 2003 verpachtet wurde. Im Jahr 2007 eskalierte ein Streit um eine Bierbezugsklausel zwischen der Wirtin und dem Hausbesitzer. Daraufhin wurde die Gaststätte am 31. Dezember 2008 geschlossen und die historische Biertheke entfernt. Am 1. Juli 2009 fand die Wiedereröffnung als Brauhaus Stüsser statt. Nachdem die ursprüngliche Theke inklusive der Thekenrückwand entfernt wurde, blieb vom historischen Ambiente nur noch das Thekenschaaf, eine Vitrine sowie ein Teil des Fließenspiegels an den Wänden des Schankraums erhalten. Anschließend an die Gasträume, in Richtung Neusser Straße 49 befindet sich ein Schmuckladen.